# Steve Russell
Steve Russell (Hartford, Connecticut, 1937) és un programador informàtic conegut principalment per liderar l'equip creador d'Spacewar!, un dels primers videojocs de la història.

## Biografia
Steve Russell va néixer a Hartford, Connecticut, l'any 1937.
L'interès d'Steve Russell pels ordinadors va començar quan el seu tiet, un professor de la Universitat Harvard, va organitzar un tour perquè pogués conèixer el sistema Harvard Mark I. Va estudiar matemàtiques al Dartmouth College des de 1954 fins al 1958.
Un cop graduat va enfocar la seva carrera professional en el nou camp computacional, i a principis dels anys 60 Russell va començar a treballar amb John McCarthy al MIT Artificial Intelligence Project, on va compilar a mà les primeres dues versions de l'intèrpret del llenguatge de programació LISP. Durant la seva estada al MIT va estudiar Enginyeria Elèctrica i Ciències Computacionals i posteriorment va unir-se al Tech Model Railroad Club (TMRC), on va poder veure l'ordinador PDP-1. Emocionat per la seva interactivitat i possibilitats, i inspirat entre altres coses pels llibres de ciència-ficció de E.E "Doc" Smith, va crear el joc Spacewar! amb l'ajuda dels seus companys Martin Graetz i Wayne Wiitanen. Tot i que Russell va escriure la primera versió del programa el 1961, moltes millores significatives van ser realitzades l'any 1962 per Peter Samson, Dan Edwards i Martin Graetz. Spacewar! és considerat per molts com el primer joc per a dos jugadors d'un ordinador digital.
Després d'abandonar el MIT Russell va treballar a Harvard com a programador i posteriorment va moure's a l'Stanford Artificial Intelligence Lab, on va realitzar millores pel PDP-1 i el PDP-6.
A part d'això Russell també ha treballat a Digital Equipment Corporation (DEC) i a dues empreses de videojocs de Silicon Valley. Actualment treballa en programes de millora dels sistemes de Software i Hardware integrats.

## Desenvolupament d'Spacewar!

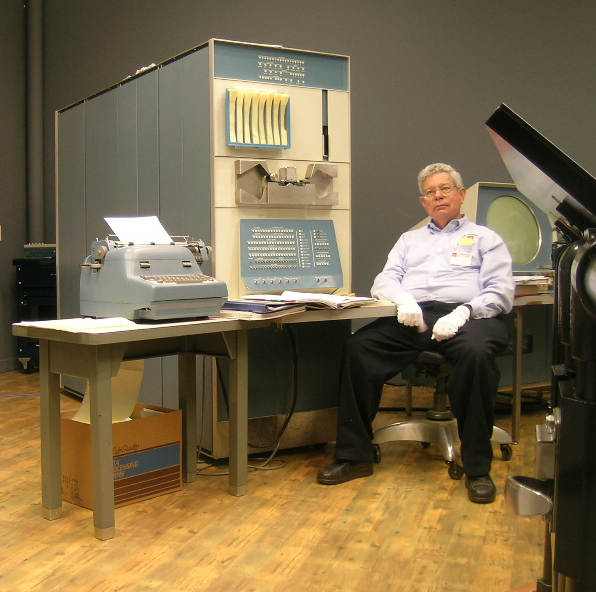
Steve Russell amb l'ordinador PDP-1

L'any 1961 Digital Equipment Corporation (DEC) va fer una donació de l'ordinador PDP-1 al Massachusetts Institute of Technology (MIT), amb l'esperança que els treballadors fossin capaços de fer alguna cosa remarcable amb el seu producte. El grup liderat per Russell va començar a pensar quina seria la millor manera de demostrar la potència de la màquina i de la pantalla de raigs catòdics, i van decidir fer una simulació gràfica d'una batalla entre dues naus espacials.
A més de la influència de les històries de ciència-ficció favorites dels creadors, hi ha qui creu que la premissa d'Spacewar! sembla reflectir unes preocupacions específiques d'aquella època als inicis dels anys 60. La seva creació va coincidir amb el moment en el qual John Glenn es va convertir en el primer estatunidenc a fer un vol orbital tripulat. A més, la Guerra Freda es trobava en la seva etapa més perillosa, amb el Mur de Berlín recentment construït i amb l'amenaça de la crisi dels míssils cubans. Cap dels integrants del grup pensava que el programa tindria un impacte tan gran, i el joc va resultar ser una sorpresa pel DEC.
Russell i l'equip van treballar més de 200 hores per escriure la primera versió d'Spacewar! Va ser realitzat abans que el programari fos patentat, i les primeres instruccions van ser compartides de manera lliure i modificades per un petit grup de dissenyadors de software que van contribuir en la seva creació.

## Concepte d'Spacewar!
Per a més informació: Spacewar!

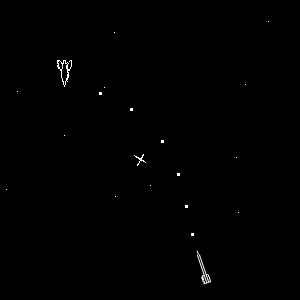
Spacewar!

Spacewar! És considerat per molts com el primer videojoc per a un ordinador de la història, Tot i que hi ha altres que consideren als seus predecessors, OXO (1952) i Tennis for Two (1958) com els primers.
El sistema PDP-1 va ser el primer que permetia compartir la seva utilització amb múltiples usuaris simultàniament. Això era perfecte per Spacewar!, dissenyat com un joc per a dos jugadors que enfrontaven dues naus espacials. Cada jugador podia controlar-ne una i puntuar llençant-li míssils al seu oponent mentre evitava l'efecte gravitacional del Sol. A mitjans dels 60 Spacewar! podia trobar-se a gairebé qualsevol ordinador de recerca del país.

## Influència
Quan va ser presentat al Decus, que era abans un grup d'usuaris del DEC, Spacewar! va atreure ràpidament una sèrie de seguidors. Es va tornar tan addictiu que al laboratori del MIT on va ser dissenyat van haver de prohibir la seva utilització excepte durant el descans per dinar o després de les hores de treball.
Nolan Bushnell, el fundador d'Atari Corporation, va ser molt influenciat per Spacewar!. Quan va trobar una versió del joc mentre estudiava enginyeria a la Universitat de Utah va pensar per primera vegada en la possibilitat de comercialitzar la tecnologia dels videojocs. L'any 1971 Bushnell va crear una versió arcade d'Spacewar anomenada Computer Space, però no va rebre massa atenció. Així i tot va continuar i posteriorment va presentar el famós joc Pong, amb el qual va aconseguir molt més èxit.
Els fundadors d'Apple, Steve Jobs i Steve Wozniak, també van resultar impressionats per Spacewar!, i de fet visitaven molts cops el laboratori d'intel·ligència artificial de Stanford.
Bill Pitts i el seu company Hugh Tuck tenen el crèdit de ser les primeres persones a comercialitzar un videojoc després d'haver creat una versió d'Spacewar! anomenada Galaxy Game que funcionava amb monedes. Van fer-ho a la unió estudiantil de Stanford mesos abans que Bushnell fes el mateix amb Computer Space. Va ser utilitzat pels estudiants durant més de sis anys, permetent al Pitts recuperar la inversió prèvia de 60.000 $. Avui dia aquesta versió d'Spacewar! es troba a la col·lecció del Computer Museum History Center de Mountain View situat a Califòrnia
Amb el pas dels anys Steve Russell i el seu invent van tenir un paper crucial a l'hora d'inspirar els creadors de companyies com Apple i Atari. Segons va dir Henry Lowood, treballador a la Universitat Stanford i encarregat de les col·leccions de la història de la ciència i la tecnologia: "Va desencadenar una sèrie d'esdeveniments que van crear companyies i van portar una idea completa del que seria Silicon Valley"
Ni Russell ni els seus companys van aconseguir cap fortuna amb Spacewar! però el seu èxit els ha valgut un gran reconeixement dins del món informàtic i de la programació. La seva creació és ara una peça de museu que reflecteix els principis de software i de la cultura de la programació de la seva època.

## Altres jocs
Disseny: Computer Space (1971), Galaxy Game (1971) 
Programació: Spacewar! (1962)
Escriptura: The New Media Reader (Jocs inclosos) (2003)